# Rode zaagpootspinnendoder
De rode zaagpootspinnendoder (Priocnemis agilis) is een vliesvleugelig insect uit de familie van de spinnendoders (Pompilidae). De wetenschappelijke naam van de soort is voor het eerst geldig gepubliceerd in 1837 door Shuckard.